# Аниконов, Юрий Евгеньевич
Юрий Евгеньевич Аниконов (17 декабря 1933 — 13 декабря 2022) — советский и российский математик, профессор механико-математического факультета НГУ, заслуженный деятель науки Российской Федерации (1998).

## Биография
В 1957—1958 гг. работал электрослесарем на шахте им. С. М. Кирова (г. Ленинск-Кузнецкий).
Окончил механико-математический факультет Новосибирского университета по специальности «Математика» (1963) и аспирантуру Института математики СО АН СССР по специальности «Топология и геометрия» (1966).
В 1966—1987 гг. работал в Вычислительном центре СО АН СССР: младший (1966—1971), старший научный сотрудник (1971—1978), зав. лабораторией задач математической физики (1978—1987). С 1987 г. — зав. лабораторией обратных задач математической физики Института математики СО АН СССР (РАН).
С 1969 г. по совместительству преподавал в НГУ: ассистент (1969—1972), доцент кафедры математического анализа (1972—1980), профессор кафедры математических методов геофизики (1980—1992), профессор кафедры теории функций (с 1992). Читал курсы: «Математический анализ», «Алгебра и аналитическая геометрия», спецкурсы «Теория многомерных обратных задач для дифференциальных уравнений», «Дополнительные главы анализа».
Учёные степени и звания:
- кандидат физико-математических наук, тема диссертации «Некоторые вопросы вариационного исчисления и интегральной геометрии» (1968);
- доцент по кафедре математического анализа (1974);
- доктор физико-математических наук, тема диссертации «Некоторые методы исследования многомерных обратных задач для дифференциальных уравнений» (1978);
- профессор по кафедре математических методов геофизики (1982).

Скончался 13 декабря 2022 года. Похоронен на Южном кладбище Новосибирска.

## Научная деятельность
Специалист в области математического анализа, теории и приложений обратных задач математической физики для дифференциальных уравнений (в том числе нелинейных).

### Научные труды
Опубликовал пять монографий.
Сочинения:
- Некоторые методы исследования многомерных обратных задач для дифференциальных уравнений. Новосибирск: Наука, 1978.
- Формулы в линейных и нелинейных задачах томографии / Отв. ред. М. М. Лаврентьев. Новосибирск: НГУ, 1990.
- Multidimensional Inverse and Ill-posed Problems for Differential Equation. Utrecht: VSP; Tokyo, 1995.
- Inverse and Ill-Posed Sources Problems. Utrecht: VSP, 1997. (В соавт.).
- Inverse problems for kinetic and other evolution equations. Utrecht: VSP, 2001.
- Интегральное исчисление. Ряды: Метод. указания. Новосибирск: НГУ, 1986. (В соавт.).
- Псевдодифференциальные операторы и обратные задачи / Ю. Е. Аниконов. — Новосибирск : ВЦ СО АН СССР, 1986. — 26 с.; 20 см.

## Награды и звания
- Медаль ордена «За заслуги перед Отечеством» 2 степени (2004);
- Государственная премия СССР в области науки и техники (1987);
- Заслуженный деятель науки Российской Федерации (1998).